# Marie Hackman
Marie Elisabet Hackman, född Laube 7 januari 1776 i Viborg, Kejsardömet Ryssland, död där 2 september 1865, var en finländsk träexportör. 
Hon var direktör för Finlands då största träexporterande handelshus,  Hackman & Co i Viborg från 1807 till 1829.
Marie Hackman var dotter till Helena Havemanin och den tyske immigranten Johan Friedrich Laube, som blev en framgångsrik borgare i Viborg där han bosatt sig 1774. Hon gifte sig 1799 med den 20 år äldre borgaren Johan Friedrich Hackman, med vilken hon fick två söner. När hennes föräldrar avled senare samma år, ärvde hon faderns företag. Vid makens död 1807 blev hon ledare för både makens och faderns efterlämnade företag. Hon var en framgångsrik och respekterad affärsidkare. Hennes företag ska under 1810-talet ha stått för nära hälften av Finlands träexport. När hennes son Johan Friedrich Hackman d.y. blivit myndig 1829, trädde hon tillbaka från ledningen, men hade fortsatt en rådgivande roll.